# 杵三 (危宿)
杵三（飛馬座23），又名BD+28 4284，HD 209833、SAO 90217、HR 8419，是飛馬座的一颗恒星，视星等为5.7，位于銀經84.49，銀緯-21.27，其B1900.0坐标为赤經22h 1m 2.7s，赤緯+28° -21.27′ 41″。